# 自由民主主義學生緊急行動
自由民主主義學生緊急行動（日语：自由と民主主義のための学生緊急行動，缩写为SEALDs、シールズ）是日本的一個學生運動組織。該組織成立於2015年5月3日，是為了反對第3次安倍內閣強推日本和平安全法制而成立的。組織的重要參與者是大學生奥田愛基和諏訪原健。2016年8月15日，該組織停止運作並另立團體「未来のための公共」繼承，以接續進行其他政治運動。
该组织被部分輿論认为与日本共产党及其相关组织日本民主青年同盟关系密切。

## 声明
我们，追求自由与民主的政治。
SEALDs（シールズ：Students Emergency Action for Liberal Democracy - s）是为了守护自由与民主的日本而由学生展开的紧急行动。以十几岁和二十几岁的年轻人为主。 我们为此思考，然后行动。
我们尊重在战后70年来一直被维持的，这个国家的自由和民主的传统。所以，我们希望守护以日本国宪法为基础的价值观。这个国家的和平宪法的理念，还是未完成的事业。现在，为了守护面临着危机的日本国宪法，我们以立宪主义、生活保障、安全保障这三个方面，表明明确的将来展望。
日本的政治状况在持续恶化之中。2014年，特定秘密保护法和容许集团自卫权的行使等通过后，宪法的理念逐渐地空洞化。贫困和少子高龄化的问题也很严重，我们需要新的生活保障的构想。另外，如何缓和紧张的东亚形势也是一个很大的课题。今年的七月，集团自卫权等的安全保障法，也许在明年的参议院选举以后，由自民党实施改宪。我们要认识到这一年是左右这个国家今后的走向的重要时期。

现在，作为新一代，我们要做的是认真地思考政治问题，制订实际的计划。我们，为了守护日本的自由民主的传统，寻求超过以前的政治的框架的自由主义者势力的集结。最重要的事，我们希望在这个社会生活的所有人，都可以认真地对待以及思考这个问题，然后为此行动。我们每个人的行动将会成为守护日本的自由和民主主义的盾牌。

## 支持者

### 学者
- 小林節（憲法学者）
- 樋口陽一（憲法学者）
- 廣渡清吾（比較法学者）
- 岡野八代（政治学者）
- 白井聰（政治学者）
- 山口二郎（政治学者）
- 間宮陽介（経済学者）
- 上野千鶴子（社会学者）
- 大澤真理（社会学者）
- 佐藤学（教育学者）
- 茂木健一郎（大腦醫學家）[2]

### 政治家
前民主党
- 菅直人元首相
- 枝野幸男幹事長
- 細野豪志政調会長
- 後藤祐一
- 寺田学
- 小西洋之

維新黨
- 井坂信彦
- 初鹿明博

日本共産黨
- 志位和夫幹部会委員長
- 山下芳生書記局長
- 小池晃副委員長

社会民主党
- 福島瑞穂副党首
- 又市征治幹事長

生活黨與山本太郎與夥伴們
- 山本太郎共同代表

### 其他
- 雨宮処凛（作家）
- 古賀茂明（經濟官員）
- 津田大介（ジャーナリスト）
- Zeebra（ラッパー）[3]
- 園子温（導演）[4][5]

该组织也曾在抗议集会中招募知识分子与政治家发表演说。